# Rige (biologi)
 For alternative betydninger, se Rige. (Se også artikler, som begynder med Rige)
| Biologisk klassifikation                                                             |
| ------------------------------------------------------------------------------------ |
| Domæne Rige Række / Division Klasse Orden Familie Tribus Slægt Art Underart Varietet |

Et rige er i biologien en enhed omfattende en eller flere rækker.

## Antal riger
Traditionelt delte man kun op i to riger, dyreriget og planteriget. Senere fik også svampe, protister og bakterier hver deres rige. Det skulle vise sig, at inddelingen ikke repræsenterer organismernes slægtskab korrekt. Der er således protister, som er nærmere beslægtet med svampe end de er med andre protister, som til gengæld er nærmere beslægtet med planter. Desuden debatteres det, om arkæer, tidligere regnet som bakterier, faktisk er nærmere beslægtet med alle andre organismer end bakterierne. Kun dyreriget, planteriget og svamperiget betragtes derfor stadig som monofyletiske grupper, grupper som kun inkluderer samtlige efterkommere af én fælles stamform. De andre riger betragtes ikke længere som gyldige systematiske kategorier, men anvendes dog stadig af praktiske årsager i andre sammenhænge. 
I nedenstående tabel er vist en oversigt over rigerne.
| Monera   | - Bakterier: DNA ikke forbundet med protein i kromosomer. Kernehinder mangler. Kloroplaster mangler. Cellevæg mangler. Formering via celledeling eller sammenlægning. Autotrofe eller heterotrofe ved absorption. Massive, roterende flageller. Éncellede. Intet nervesystem. Aerob eller anaerob. Livscyklus er mest haploid. Sporedannelse findes, men er sjælden. |
| Protista | Protista er IKKE et rige, men en "rest" gruppe at placere resten af de organismer som ikke passer ind under de andre ægte riger. Protister har af den grund heller ikke definitive fælles karaktertræk. - Mere komplekse encellede organismer og alger: De fleste grupper har DNA forbundet med protein til kromosomer. Kernehinder enkle eller dobbelte. Kloroplaster kan forefindes. Cellevæg kan forefindes. Formering via befrugtning og celledeling. Autotrofe eller heterotrofe gennem fagocyster. Flageller består af 9 + 2 fibriller. Én- eller flercellede. Nervesystem findes ikke eller er primitivt. Aerob. Livscyklus mest haploid, men diploide findes. Sporedannelse findes, men er sjælden. |
| Fungi    | - Svampe og gærceller: DNA forbundet med protein til kromosomer. Kernehinde dobbelt. Kloroplaster mangler. Cellevægge af kitin eller cellulose. Formering via befrugtning og celledeling. Heterotrofe gennem absorption. Flageller mangler. Flercellede. Nervesystem findes ikke. Aerobe eller anaerobe. For det meste haploide, men generationsskifte forekommer. Sporedannelse findes. |
| Plantae  | - Planter: DNA forbundet med protein til kromosomer. Kernehinde dobbelt. Kloroplaster findes. Cellevægge af cellulose. Formering via befrugtning og celledeling. Autotrofe. Flageller mangler eller findes hos visse kønsceller med 9 + 2 fibriller. Flercellede. Aerobe. Skift mellem haploide og diploide generationer. Sporedannelse findes. |
| Animalia | - Dyr, inklusive mennesker: DNA forbundet med protein til kromosomer. Kernehinde dobbelt. Kloroplaster mangler. Cellevægge mangler. Formering via befrugtning og celledeling. Heterotrofe gennem optagelse og fordøjelse. Flageller med 9 + 2 fibriller. Flercellede. Nervesystem ofte meget komplekst. Aerobe eller anaerobe. For det meste diploide, men kønsceller er haploide. Sporedannelse mangler. Desuden indeholder dyr stoffet kollagen/colagen, der er et uopløseligt protein. Kollagen opstår i bindevæv, sener og hud. |